# Westybul
Uzasadnienie: I jedno i drugie to "obszerny, reprezentacyjny przedpokój"

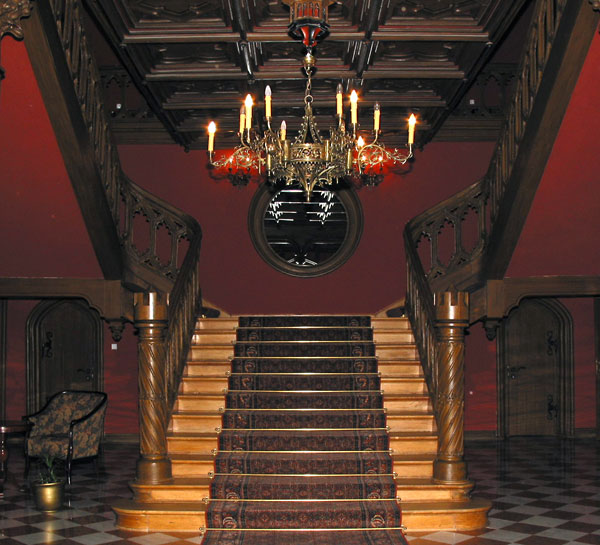
Westybul w Pałacu w Starejwsi

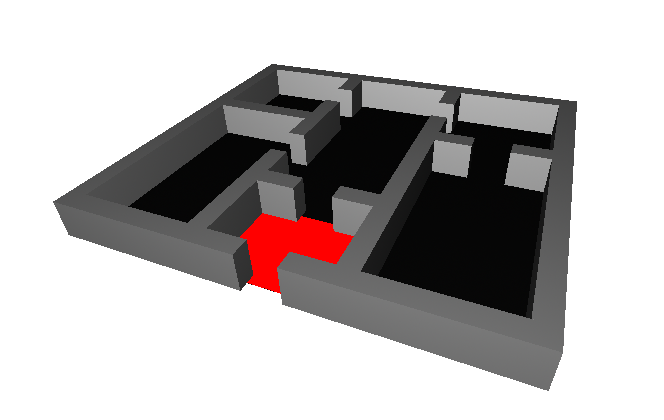
Plan piętra z zaznaczonym na czerwono westybulem.

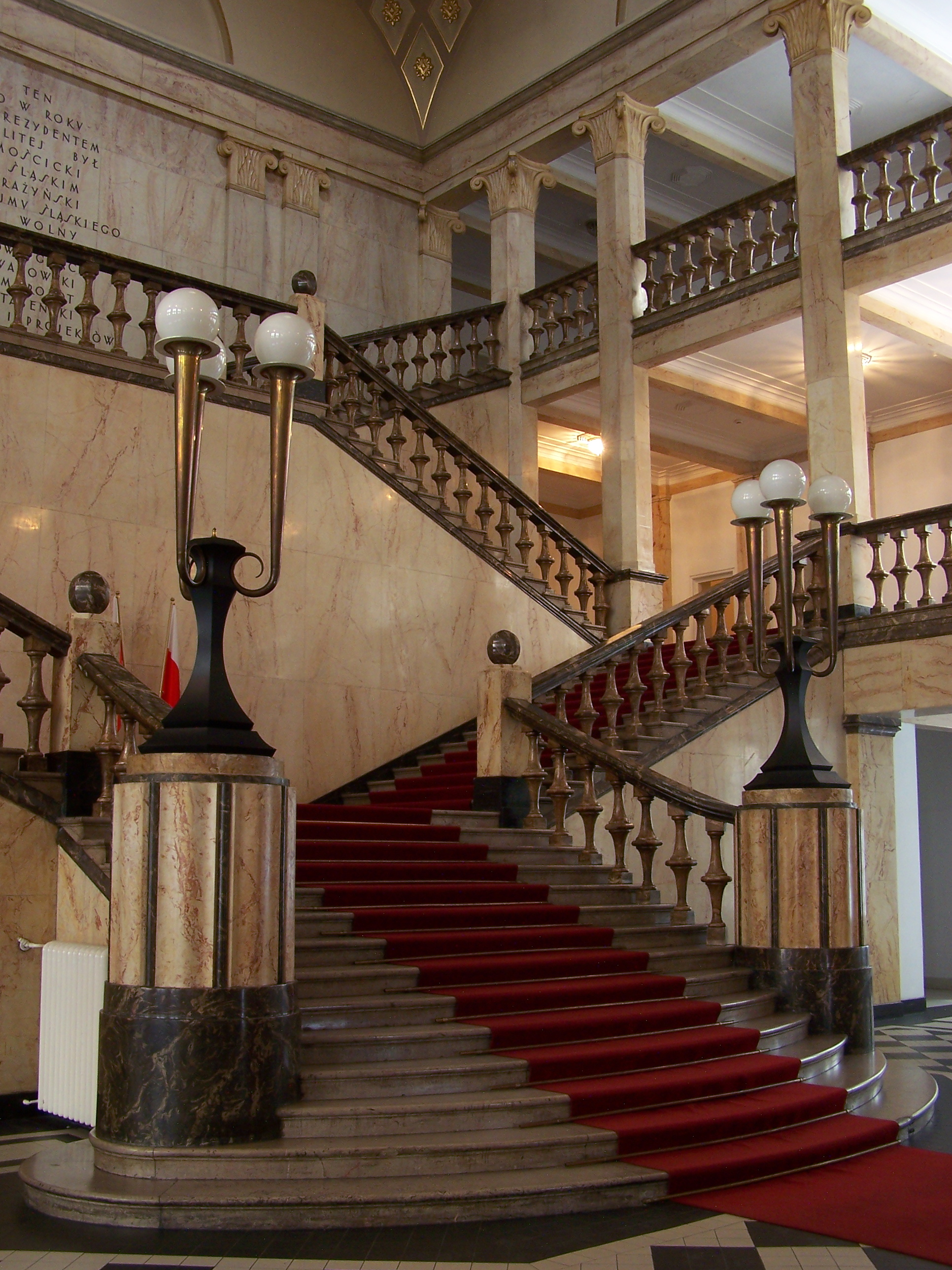
Reprezentacyjny westybul w gmachu Sejmu Śląskiego

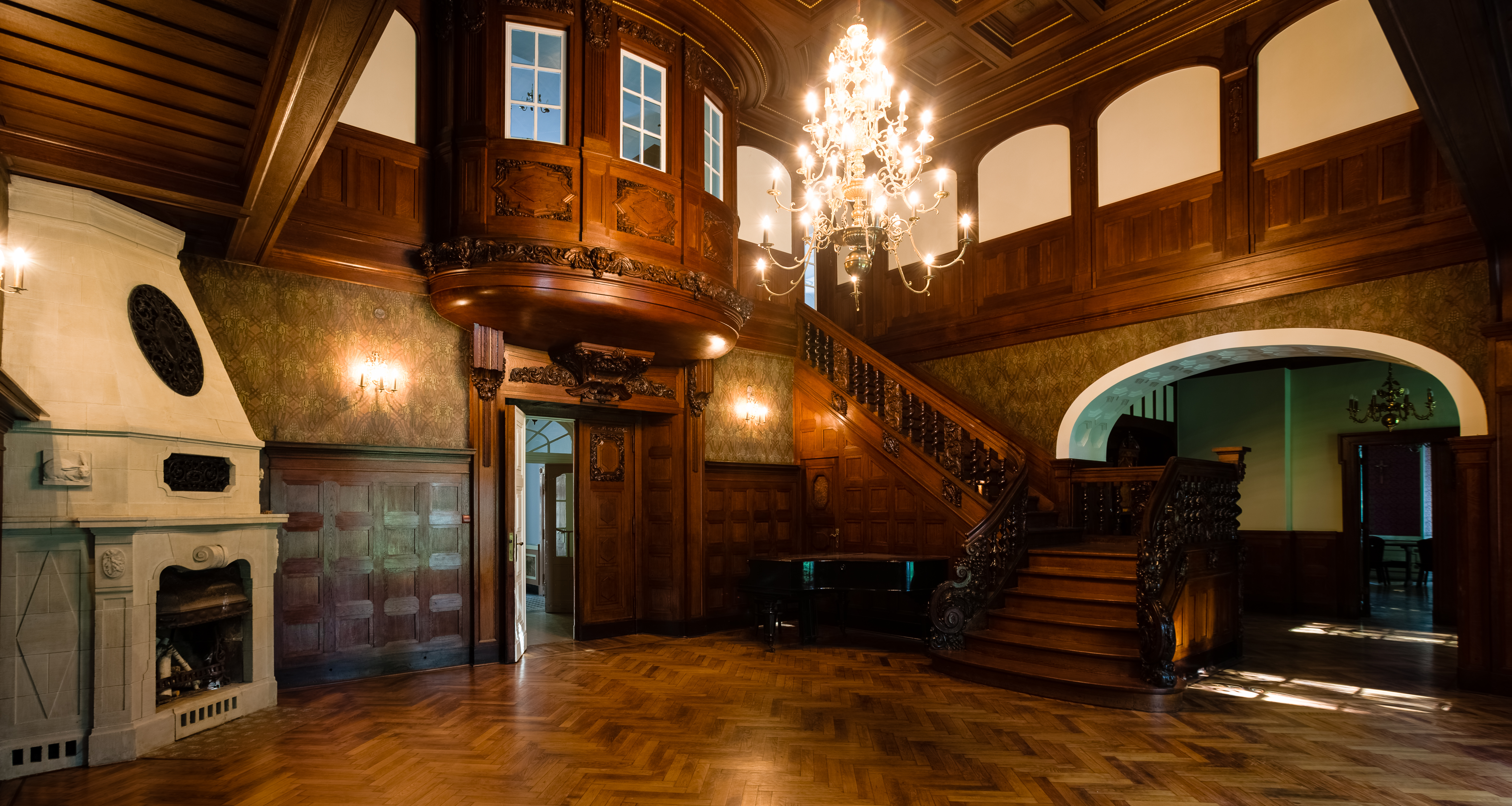
Sala dębowa – westybul w pałacu w Bagnie

Westybul (łac. vestibulum, fr. vestibule) – obszerny, reprezentacyjny przedpokój, przedsionek przy wejściu do pałacu, rezydencji, stanowiący połączenie głównego wejścia z innymi pomieszczeniami i mieszczący schody paradne.
W Grecji (prothyron) i w Rzymie (vestibulum) najczęściej miał formę korytarza, holu, a w budowlach publicznych był bardziej rozbudowany, ozdobny i dekoracyjny. W pałacach nowożytnych od 2. połowy XVI do XVIII w. nazwą westybul określano przedsionek reprezentacyjny lub przy apartamentach. Dzisiaj jest to przejście w budynkach publicznych (np. teatr, filharmonia), które zawiera szatnie i niekiedy prowadzi do głównej klatki schodowej lub holu.